# Phẫu thuật mắt
Phẫu thuật mắt là phẫu thuật ngoại khoa thực hiện trên mắt hoặc trên các phần phụ của nó, được thực hiện bởi một bác sĩ nhãn khoa. Mắt là một cơ quan rất mỏng manh và cần được chăm sóc cẩn thận trước, trong và sau khi phẫu thuật để giảm thiểu hoặc ngăn ngừa tổn thương và để lại di chứng sau phẫu thuật. Một bác sĩ phẫu thuật mắt sẽ chịu trách nhiệm lựa chọn quy trình phẫu thuật phù hợp cho bệnh nhân và thực hiện các biện pháp phòng ngừa an toàn cần thiết. Có thể tìm thấy các tài liệu đề cập đến phẫu thuật mắt trong một số văn bản cổ có từ đầu năm 1800 trước Công nguyên, với việc điều trị đục thủy tinh thể bắt đầu từ thế kỷ thứ năm trước Công nguyên. Ngày nay, nó tiếp tục là một loại phẫu thuật ngoại khoa được thực hiện rộng rãi, đã phát triển thêm các kỹ thuật khác nhau để điều trị các vấn đề về mắt.

## Chuẩn bị và phòng ngừa các biến chứng
Vì mắt chứa các dây thần kinh, nên việc gây mê là điều cần thiết. Trong đó, gây tê cục bộ được sử dụng phổ biến nhất. Khi gây mê cục bộ, cần phải sử dụng lidocain gel bôi để các thủ tục diễn ra nhanh chóng. Trong khi gây tê tại chỗ cần có sự hợp tác của người bệnh ở tuổi trưởng thành, gây mê toàn thân thường được sử dụng cho trẻ em bị chấn thương mắt hoặc những vấn đề chính khiến bệnh nhân sợ hãi. Bác sĩ gây mê, y tá gây mê hoặc trợ lý gây mê có chuyên môn về việc này sẽ theo dõi tình trạng tim mạch của bệnh nhân. Biện pháp phòng ngừa vô trùng được dùng để chuẩn bị khu vực phẫu thuật và giảm nguy cơ nhiễm trùng. Những biện pháp phòng ngừa này bao gồm việc sử dụng các chất khử trùng, chẳng hạn như povidone-iodine, và màn, áo choàng và găng tay vô trùng.

## Phẫu thuật mắt bằng laser
Mặc dù thuật ngữ phẫu thuật mắt bằng laser và phẫu thuật khúc xạ thường được hiểu là một, nhưng thật ra chúng là hai trường hợp hoàn toàn khác nhau. Laser có thể được sử dụng để điều trị các bệnh về mắt mà không thể dùng khúc xạ (ví dụ như bị rách võng mạc). Khi phẫu thuật mắt bằng laser (hoặc phẫu thuật giác mạc bằng laser), chuyên viên y tế sử dụng tia laser để định hình lại bề mặt của mắt để điều chỉnh độ cận thị, hay viễn thị (hypermetropia) và loạn thị (độ cong không đồng đều của bề mặt mắt). Điều quan trọng nhất là, thật sự phẫu thuật khúc xạ không phù hợp với tất cả mọi người, và chúng ta có thể thấy rằng đôi khi vẫn cần phải đeo kính mắt sau phẫu thuật.
Những phát triển kỹ thuật gần đây cũng bao gồm các thủ tục có thể thay đổi màu mắt, ví dụ như đổi màu mắt từ nâu sang xanh.

## Phẫu thuật đục thủy tinh thể

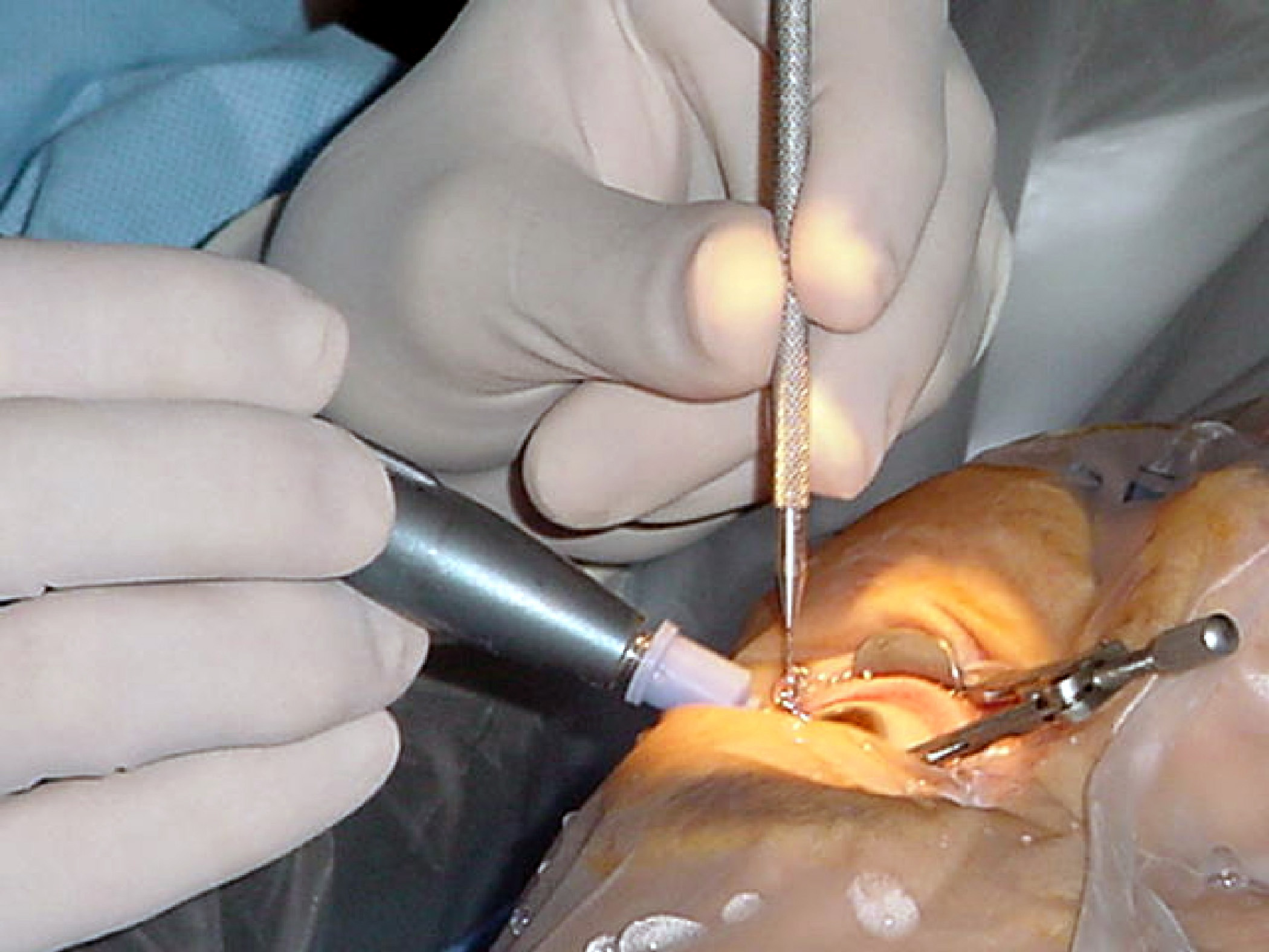
Phẫu thuật đục thủy tinh thể, sử dụng đầu dò phacoemulsization tiếp cận tạm thời (ở tay phải) và "chopper" (ở tay trái) được thực hiện dưới kính hiển vi hoạt động tại một trung tâm y tế của Hải quân

Cườm khô là một hình mờ dạng hoặc vẩn đục của thủy tinh thể do lão hóa, bệnh tật hoặc chấn thương mà thường ngăn cản ánh sáng hình thành từ một hình ảnh được hiển thị rõ ràng trên võng mạc. Nếu người bệnh bị suy giảm thị lực, phẫu thuật loại bỏ ống kính có thể được thực hiện, với bộ phận cung cấp ánh sáng bị mất thường được thay thế bằng một ống kính nội nhãn bằng nhựa. Do tỷ lệ đục thủy tinh thể cao, chiết xuất đục thủy tinh thể là phẫu thuật mắt phổ biến nhất. Sau đó, người bệnh cần phải nghỉ ngơi sau phẫu thuật.

## Phẫu thuật tăng nhãn áp
Cườm nước là một nhóm các bệnh ảnh hưởng đến dây thần kinh thị giác dẫn đến mất thị lực và thường được đặc trưng bởi tăng áp lực nội nhãn. Đã có nhiều loại phẫu thuật tăng nhãn áp, và các biến thể hoặc sự kết hợp của các loại đó có thể tạo điều kiện cho việc loại bỏ những nước dịch dư thừa từ mắt để giảm áp lực nội nhãn, và một số ít làm giảm nó bằng cách hạn chế mắt xuất hiaeejn nước dịch.

### Canaloplasty
Canaloplasty là một quy trình tiên tiến, không can thiệp được phát minh để tăng cường thoát nước qua hệ thống thoát nước tự nhiên của mắt để giảm áp lực nội nhãn kéo dài. Canaloplasty sử dụng công nghệ microcatheter trong một thủ tục đơn giản và ít xâm lấn. Để thực hiện phẫu thuật cắt ống tủy, một bác sĩ nhãn khoa sẽ tạo ra một vết mổ nhỏ để có thể tiếp cận với ống tủy trong mắt. Một máy vi tính sẽ được hoạt động để tuần hoàn kênh đào xung quanh mống mắt, mở rộng kênh thoát nước chính và các kênh thu nhỏ hơn của nó thông qua việc tiêm một vật liệu giống như gel vô trùng và nhớt. Sau đó, ống thông được lấy ra và vết mổ được khâu lại. Bằng cách mở kênh, áp lực bên trong mắt có thể giảm.

## Phẫu thuật khúc xạ
Phẫu thuật khúc xạ nhằm mục đích sửa chữa các tật khúc xạ trong mắt, giảm hoặc loại bỏ sự cần thiết của mắt.
- Keratomilleusis là một phương pháp định hình lại bề mặt giác mạc để thay đổi năng lượng quang của nó. Một đĩa giác mạc được cạo sạch, nhanh chóng được làm đông lạnh.
- Keratoplasty tự động
- Laser keratomileusis (hay phẫu thuật LASIK) [12]
- Keratomileusis được hỗ trợ bằng laser (LASEK), a.k.a. Epi-LASIK
- Phẫu thuật cắt bỏ sợi quang [13]
- Laser nhiệt giác mạc
- Keratoplasty dẫn điện sử dụng sóng tần số vô tuyến để thu nhỏ collagen trong giác mạc, được sử dụng để điều trị viễn thị nhẹ đến trung bình.[12]
- Vết mổ thư giãn Limbal đúng loạn thị nhỏ
- Keratotomy Astigmatic, keratotomy hồ quang, hoặc keratotomy ngang
- Viêm giác mạc xuyên tâm
- Keratotomy lục giác
- Epikeratophakia là loại bỏ biểu mô giác mạc và thay thế bằng nút giác mạc cắt bằng máy tiện.[14]
- Vòng nội nhãn hoặc vòng giác mạc
- Kính áp tròng cấy ghép được
- Đảo ngược
- Xơ cứng bì trước
- Phẫu thuật củng cố xơ cứng để giảm thiểu cận thị thoái hóa

## Phẫu thuật giác mạc
Phẫu thuật giác mạc bao gồm hầu hết các phẫu thuật khúc xạ, cũng như:
- Phẫu thuật ghép giác mạc được sử dụng để loại bỏ giác mạc bị bệnh / đục và thay thế bằng giác mạc của người hiến rõ ràng.[14]
- Cấy ghép giác mạc
- Keratoprostrost
- Keratectomy quang trị liệu [15]
- Cắt bỏ màng mắt
- Hình xăm giác mạc
- Osteo-odonto-keratoprostrost là phẫu thuật trong đó hỗ trợ cho giác mạc nhân tạo được tạo ra từ một chiếc răng và xương hàm xung quanh của nó.[16] Đây là một quy trình thử nghiệm vẫn được sử dụng cho những bệnh nhân bị tổn thương nghiêm trọng ở mắt, thường là do bỏng.[17]
- Phẫu thuật thay đổi màu mắt thông qua cấy ghép mống mắt, được gọi là Brightocular, hoặc tước bỏ lớp trên cùng của sắc tố mắt, được gọi là thủ tục stroma [18]

## Phẫu thuật nội soi
Phẫu thuật nội soi bao gồm:
- Cắt bỏ tử cung [19]

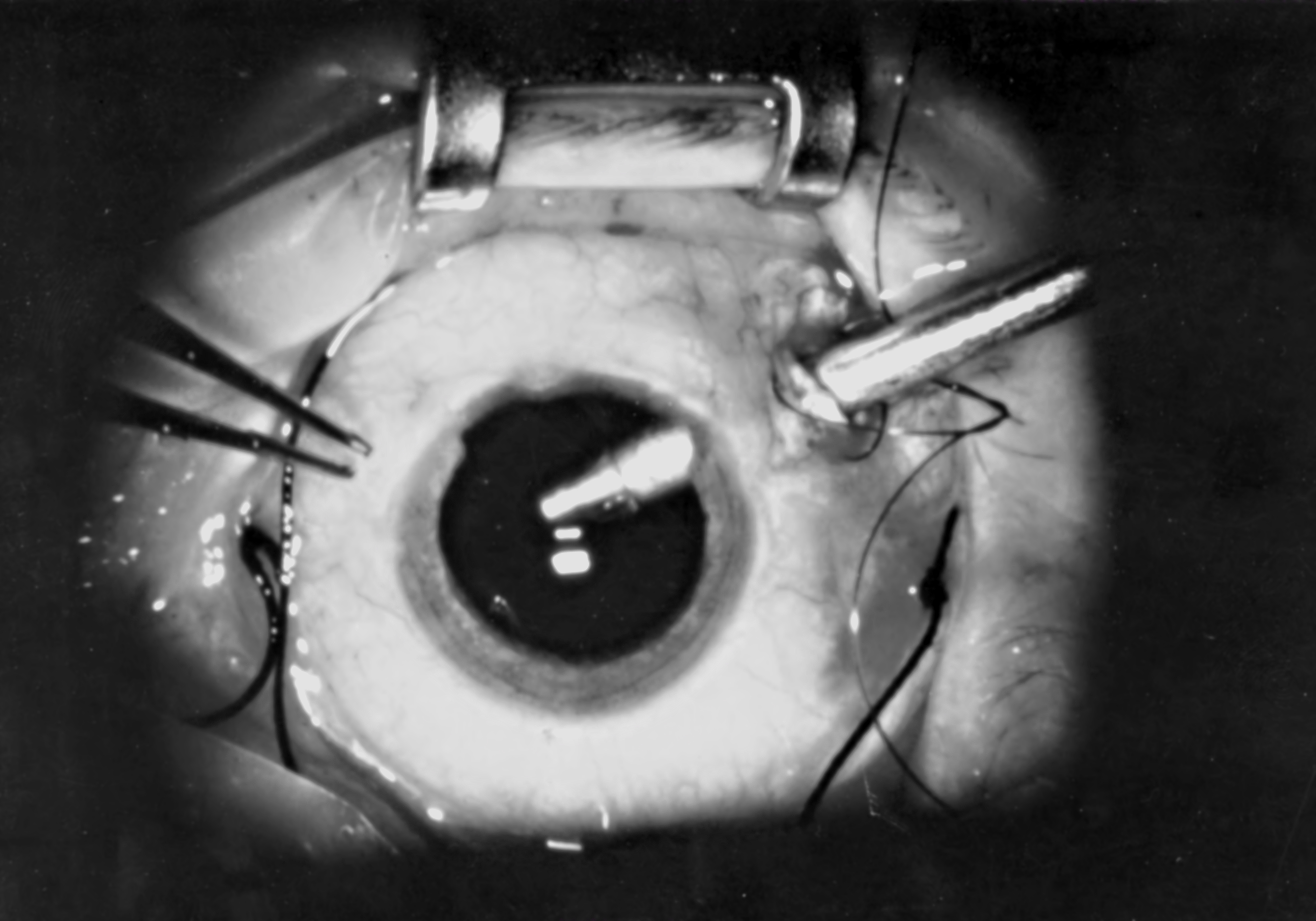
Cắt bỏ tử cung

  - Cắt bỏ tinh hoàn trước là loại bỏ phần trước của mô thủy tinh. Nó được sử dụng để ngăn ngừa hoặc điều trị mất thủy tinh thể trong phẫu thuật đục thủy tinh thể hoặc giác mạc, hoặc để loại bỏ thủy tinh thể bị thất lạc trong các điều kiện như bệnh tăng nhãn áp khối aphakia.
  - Pars plana vitrectomy hoặc trans Pars plana vitrectomy là một thủ tục để loại bỏ các đục thủy tinh thể và màng thông qua một vết rạch plana. Nó thường được kết hợp với các thủ tục nội nhãn khác để điều trị nước mắt võng mạc khổng lồ, bong võng mạc kéo và tách thủy tinh thể sau.
- Pan quang võng mạc là một loại trị liệu quang hóa được sử dụng trong điều trị bệnh võng mạc tiểu đường.[20]
- Phẫu thuật võng mạc
  - Ignipuncture là một loại phẫu thuật cũ mà khi thực hiện phải đốt võng mạc với một công cụ rất nóng, nhọn.[21]
  - Một khóa scleral được sử dụng trong việc sửa chữa bong võng mạc để thụt hoặc "khóa" lớp màng cứng bên trong, thường bằng cách khâu một miếng sclera hoặc cao su silicon được bảo quản lên bề mặt của nó.[22]
  - Phương pháp quang hóa bằng laser, hay liệu pháp quang hóa, là việc sử dụng tia laser để điều trị rách võng mạc.[20]
  - Retinopexy khí nén
  - Cryopexy võng mạc, hoặc liệu pháp đông lạnh võng mạc, là một thủ tục sử dụng cảm lạnh mạnh để gây ra sẹo màng đệm và phá hủy mô võng mạc hoặc màng đệm.[23]
- Sửa chữa điểm vàng
- Xơ cứng một phần lamellar [24]
- Phẫu thuật cắt bỏ một phần lamellar sclerocyclochoroidectomy
- Phẫu thuật cắt bỏ một phần lamellar
- Xơ cứng bì sau là một lỗ mở được tạo thành thủy tinh thể thông qua màng cứng, như đối với võng mạc tách ra hoặc loại bỏ một vật thể lạ  Lưu trữ ngày 14 tháng 6 năm 2006 tại Wayback Machine.
- Thần kinh thị giác
- Phẫu thuật chuyển vị trí 
  - thông qua võng mạc 360 °
  - thông qua kỹ thuật sắp xếp xơ cứng

## Phẫu thuật cơ mắt

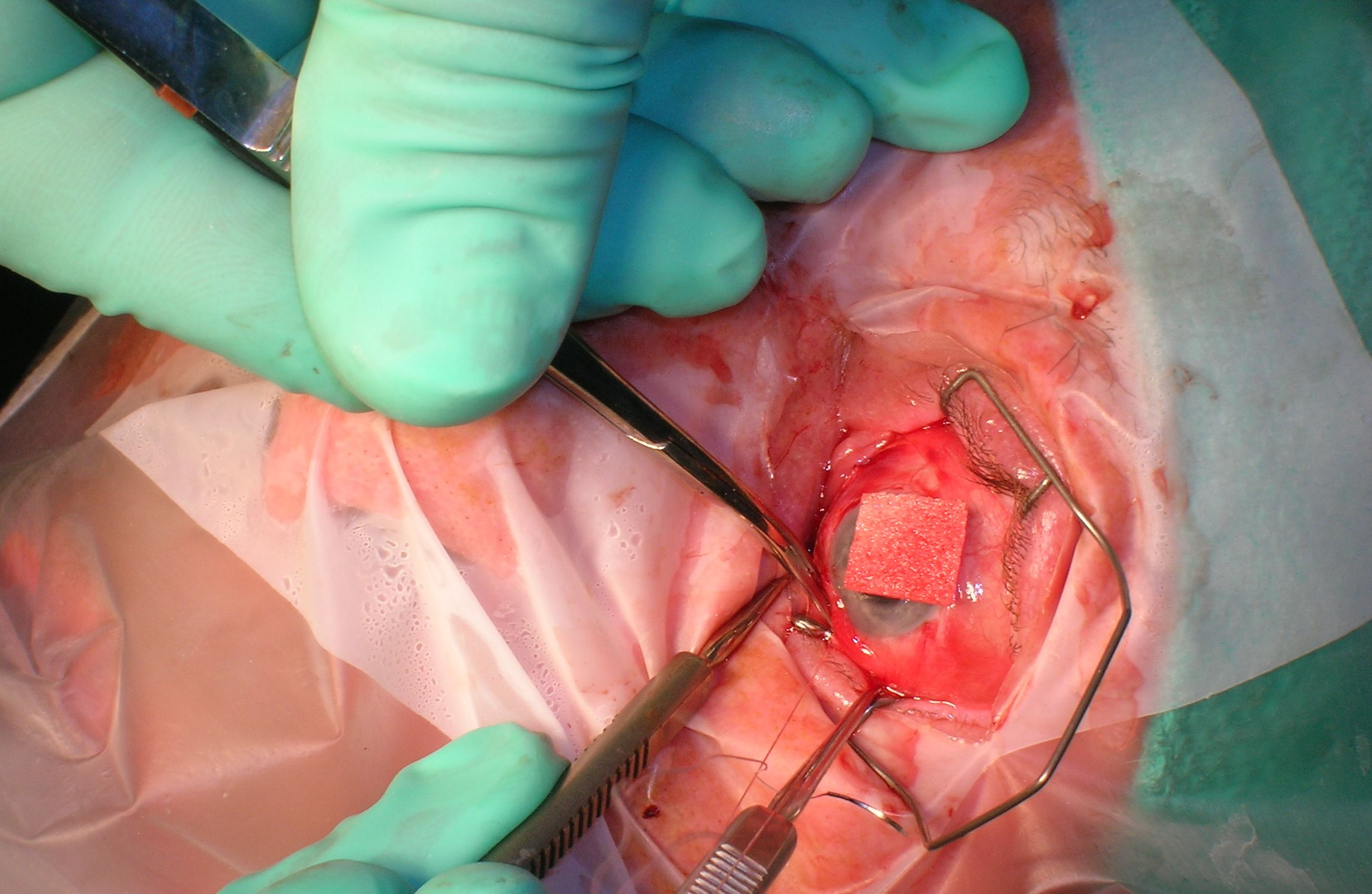
Cô lập cơ trực tràng kém

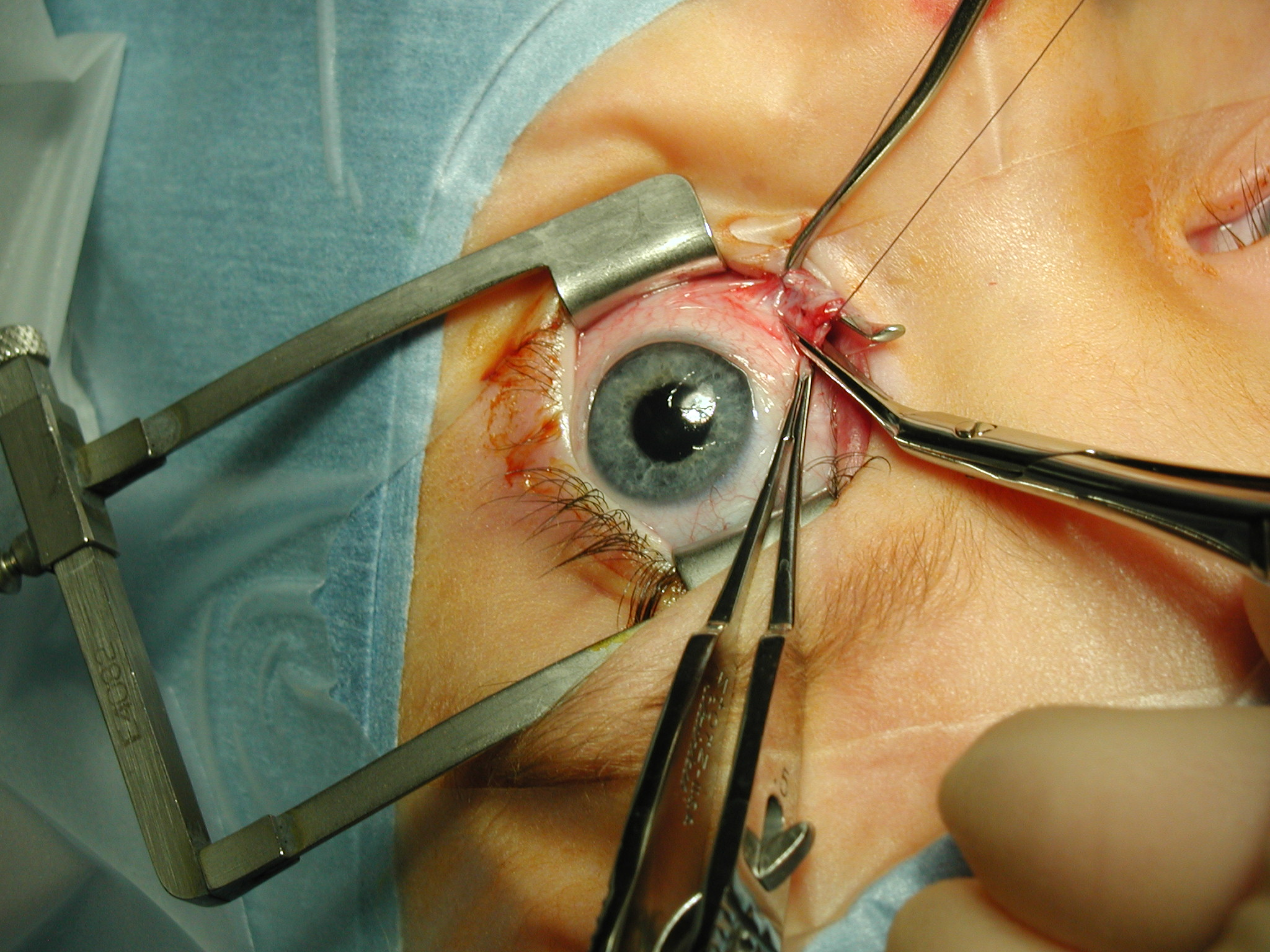
Tách cơ trực tràng trung gian, sau khi đặt chỉ khâu

Với khoảng 1,2 triệu người làm phẫu thuật mỗi năm, phẫu thuật cơ bắp ngoại bào là phẫu thuật mắt phổ biến thứ ba tại Hoa Kỳ.  Lưu trữ ngày 18 tháng 8 năm 2016 tại Wayback Machine
- Phẫu thuật cơ mắt thường điều chỉnh độ lác bao gồm:[25]  Lưu trữ ngày 28 tháng 7 năm 2003 tại Wayback Machine: 
  - Nới lỏng hoặc làm suy yếu thủ tục 
    - Suy thoái liên quan đến việc di chuyển chèn một cơ sau về phía gốc của nó.
    - Cắt tử cung
    - Cơ tim
    - Cắt bỏ
    - Phân chia

  - Thắt chặt hoặc tăng cường thủ tục 
    - Cắt bỏ
    - Tuck
    - Sự tiến bộ là sự chuyển động của một cơ mắt từ vị trí ban đầu của nó trên nhãn cầu đến một vị trí phía trước hơn.

  - Thủ tục chuyển vị hoặc tái định vị
  - Phẫu thuật khâu vết thương có thể điều chỉnh là một phương pháp gắn lại một cơ ngoại bào bằng một mũi khâu có thể rút ngắn hoặc kéo dài trong ngày hậu phẫu đầu tiên, để có được sự liên kết mắt tốt hơn.  Lưu trữ ngày 27 tháng 12 năm 2005 tại Wayback Machine

## Phẫu thuật tạo hình mắt
Phẫu thuật Oculoplastic, hay oculoplastic, là chuyên ngành của nhãn khoa liên quan đến việc tái cấu trúc của mắt và các cấu trúc liên quan. Các bác sĩ phẫu thuật tạo hình mắt thực hiện các thủ thuật như sửa chữa mí mắt (blepharoplasty) , sửa chữa tắc nghẽn ống dẫn nước mắt, sửa chữa gãy xương quỹ đạo, loại bỏ các khối u trong và xung quanh mắt, và các quy trình trẻ hóa da mặt bao gồm tái tạo bề mặt da, nâng mắt, và thậm chí facelifts. Các loại phẫu thuật phổ biến là:

### Phẫu thuật mí mắt
- Blepharoplasty (mí mắt) là phẫu thuật thẩm mỹ mí mắt để loại bỏ lớp da thừa hoặc mỡ dưới da.[26] Tại Đông Á, phẫu thuật tạo hình mí mắt còn được gọi là phẫu thuật cắt mắt hai mí, được sử dụng để tạo nếp gấp mắt hai mí cho những bệnh nhân có mắt một mí.
- Ptosis sửa chữa cho mí mắt 
  - Sửa chữa Ectropion  Lưu trữ ngày 16 tháng 6 năm 2009 tại Wayback Machine
- Sửa chữa Entropion
- Cắt bỏ Canthal 
  - Phẫu thuật cắt bỏ mô ở ngã ba của mí mắt trên và dưới.[27]
  - Cantholysis là bộ phận phẫu thuật của cant cant.[27]
  - Canthopexy
  - Phẫu thuật thẩm mỹ cho khóe mắt.[27]
  - Phẫu thuật canthorrhaphy được thực hiện bằng cách khâu vết thương bên ngoài để rút ngắn vết nứt giữa hai mi mắt trên và dưới.[27]
  - Một canthotomy là loại phẫu thuật khác của khóe mắt, thường là cho khóe mắt bên ngoài.[27]
    - Một ca phẫu thuật cắt bỏ bên là bộ phận phẫu thuật của lớp vỏ ngoài.
- Phẫu thuật <a href="https://en.wikipedia.org/wiki/Epicanthoplasty" rel="mw:ExtLink" data-linkid="230" class="cx-link" title="Epicanthoplasty">Epicanthoplasty</a>
- Tarsorrhaphy là một thủ tục trong đó các mí mắt được khâu một phần lại với nhau để thu hẹp lỗ mở (hay nứt mí mắt).

### Phẫu thuật ổ mắt
- Tái tạo ổ mắt hoặc tạo chân mắt giả (còn gọi là mắt giả)
- Giải nén ổ mắt thường được sử dụng cho bệnh nhân bị bệnh Grave, một tình trạng (thường liên quan đến các vấn đề về tuyến giáp hoạt động quá mức) trong đó cơ mắt sưng lên. Bởi vì hốc mắt là xương, không thể điều chỉnh được và kết quả là mắt bị đẩy về phía trước ở vị trí nhô ra. Ở một số bệnh nhân, điều này biểu hiện rất rõ rệt. Giải nén ổ mắt liên quan đến việc lấy một số xương ra khỏi hốc mắt để mở ra một hoặc nhiều xoang và do đó tạo khoảng trống cho các mô bị sưng và cho phép mắt di chuyển trở lại vị trí bình thường.

### Các phẫu thuật tạo hình khác
- Tiêm botox
- Ultradel microdermabrasion
- Nâng cơ mặt (phẫu thuật cắt bỏ)
- Hút mỡ mặt và cổ
- Browplasty [28]

## Phẫu thuật liên quan đến tuyến lệ
- Phẫu thuật dacryocystorhinostomy hoặc dacryocystorhinotomy là một thủ tục để khôi phục dòng nước mắt vào mũi từ túi lệ khi ống thông mũi không hoạt động.[27][29]
- Canaliculodacryocystostomy là một phẫu thuật chỉnh sửa cho một ống dẫn nước mắt bị tắc bẩm sinh trong đó đoạn kín được cắt bỏ và đầu mở được nối với túi lệ.[27][30]
- Canaliculotomy được thực hiện bằng cách rạch punctum lệ đạo và canaliculus để làm giảm các epiphora [27]
- Phẫu thuật dacryoadenectomy là phẫu thuật cắt bỏ một tuyến lệ.[27]
- Phẫu thuật cắt bỏ túi mật là phẫu thuật cắt bỏ một phần của túi lệ.[27]
- Phẫu thuật dacryocystostomy là tạo vết rạch vào túi lệ, thường để thúc đẩy dẫn lưu.[27]
- Phẫu thuật dacryocystotomy được thực hiện bằng cách tạo một vết rạch vào túi lệ.[27]

## Loại bỏ mắt
- Phẫu thuật khoét là việc loại bỏ các mắt rời khỏi cơ mắt mà ổ mắt vẫn nguyên vẹn.[31]
- Một điều đáng lo ngại là việc loại bỏ các cơ quan trong mắt, để lại lớp vỏ xơ cứng. Thường được thực hiện để giảm đau ở mắt mù.[32]
- Một loại phẫu thuật ngoại lệ khác là loại bỏ toàn bộ các cơ qua trong ổ mắt, bao gồm mắt, cơ bắp ngoại bào, mỡ và các mô liên kết; thường cho khối u ác tính của ổ mắt.[33]

## Các loại phẫu thuật khác
Nhiều trong số các loại phẫu thuật được mô tả là đã có từ thời cổ và không được khuyến khích thực hiện do nguy cơ biến chứng. Đặc biệt, chúng bao gồm các hoạt động được thực hiện trên cơ thể bệnh nhân trong nỗ lực kiểm soát bệnh tăng nhãn áp, vì các phẫu thuật an toàn hơn cho bệnh tăng nhãn áp, bao gồm laser, phẫu thuật không thâm nhiễm, phẫu thuật lọc bảo vệ và cấy ghép van seton đã được phát minh.
- Phẫu thuật cắt bỏ là một bộ phận phẫu thuật của khu vực đường mật trong điều trị bệnh tăng nhãn áp.[27]
- Phẫu thuật ciliectomy là phẫu thuật cắt bỏ một phần của mi hoặc phẫu thuật cắt bỏ một phần của một lề của một mí chứa gốc rễ của lông mi.[27]
- Phẫu thuật ciliotomy là một phần phẫu thuật của các dây thần kinh đường mật.[27]
- Phẫu thuật kết mạc nội soi là một lỗ mở được tạo ra từ cống kết mạc kém hơn vào xoang hàm trên để điều trị bệnh epiphora.[27]
- Conjuctivoplasty là phẫu thuật thẩm mỹ kết mạc.[27]
- Phẫu thuật kết mạc là một phẫu thuật chỉnh sửa toàn bộ sự tắc nghẽn của ống lệ lệ mà qua đó kết mạc được giải phẫu với khoang mũi để cải thiện lưu lượng nước mắt.[27]
- Phẫu thuật corectomedialysis, hay coretomedialysis, là một phần của một phần nhỏ của mống mắt tại điểm nối của nó với cơ thể mật để tạo thành một con ngươi nhân tạo.[27]
- Phẫu thuật corectomy, hoặc coretomy, là bất kỳ hoạt động cắt phẫu thuật trên mống mắt ở học sinh.[27]
- Phẫu thuật corelysis là một phẫu thuật tách các chất dính của mống mắt với viên nang của thủy tinh thể hoặc giác mạc.[27]
- Một coremorosis là sự hình thành phẫu thuật của một đồng tử nhân tạo.[27]
- Coreplasty, hay coreoplasty, là phẫu thuật thẩm mỹ của mống mắt, thường là để hình thành một con ngươi nhân tạo.[27]
- Phẫu thuật coreoplasy, hay còn gọi là phẫu thuật đồng tử laser, là bất kỳ thủ tục nào làm thay đổi kích thước hoặc hình dạng của con ngươi.[32]
- Phẫu thuật cắt bỏ là một phần của cơ thể bệnh nhân.[27]
- Phẫu thuật cyclotomy, hoặc cyclicotomy, là một vết mổ phẫu thuật của cơ thể bệnh nhân, thường là để làm giảm bệnh tăng nhãn áp.[27]
- Xycloanemization là loại bỏ các động mạch mật dài trong điều trị bệnh tăng nhãn áp.[27]
- Phẫu thuật iridectomesodialysis là sự hình thành của một đồng tử nhân tạo bằng cách tách ra và cắt bỏ một phần của mống mắt ở ngoại vi của nó.[27]
- Phẫu thuật iridodialysis, đôi khi được gọi là một coredialysis, là một sự tách biệt cục bộ hoặc xé rách mống mắt từ sự gắn bó của nó với cơ thể mật.[27][32]
- Phẫu thuật iridencleisis, hoặc corenclisis, là một thủ tục phẫu thuật cho bệnh tăng nhãn áp trong đó một phần của mống mắt được rạch và đư vào trong một vết rạch.[27] (Được chia thành iridencleisis cơ bản và iridencleisis nghiêm trọng.[34])
- Mống mắt là một thủ tục phẫu thuật trong đó một phần của mống mắt được đưa qua và tống vào vết mổ giác mạc để định vị lại đồng tử.[27]  Lưu trữ ngày 23 tháng 1 năm 2008 tại Wayback Machine
- Phẫu thuật iridocorneosclerectomy là phẫu thuật cắt bỏ một phần của mống mắt, giác mạc và màng cứng.[27]
- Phẫu thuật iridocyclectomy là phẫu thuật cắt bỏ mống mắt và cơ thể mi.[27]
- Phẫu thuật iridocystectomy là phẫu thuật cắt bỏ một phần của mống mắt để tạo thành một đồng tử nhân tạo.[27]
- Phẫu thuật iridosclerectomy là phẫu thuật cắt bỏ một phần của màng cứng và một phần của mống mắt trong khu vực của limbus để điều trị bệnh tăng nhãn áp.[27]
- Phẫu thuật iridosclerotomy là phẫu thuật chọc thủng màng cứng và rìa của mống mắt để điều trị bệnh tăng nhãn áp.[27]
- Phẫu thuật rhinommectomy là phẫu thuật cắt bỏ một phần của mí mắt bên trong.[27]
- Phẫu thuật trepanotrabeculectomy được sử dụng trong điều trị bệnh tăng nhãn áp góc mở mãn tính và mãn tính.[34]